# Entlassen auf Bewährung
Entlassen auf Bewährung ist ein deutscher Spielfilm der DEFA von Richard Groschopp aus dem Jahr 1965.

## Handlung
Der junge Motorradfahrer Konrad Schenk, genannt Conny, beging nach einem Zusammenstoß mit einem Radfahrer Fahrerflucht. Der schwerverletzte Mann, den Conny für tot hielt, verstarb wegen fehlender medizinischer Hilfe. Conny wurde zu zwei Jahren Haft verurteilt. In der Haft qualifiziert er sich zum Drucker und erhält einen Facharbeiterabschluss. Er teilt sich die Zelle mit Hugo Borke, der früher als er entlassen wird und ihm anbietet, ihm nach seiner Haftentlassung in einem halben Jahr unter die Arme zu greifen, habe Conny doch sogar den Briefkontakt zu seiner Freundin Ute irgendwann eingestellt.
Wegen guter Führung wird Conny ein halbes Jahr vor dem regulären Haftende auf Bewährung entlassen. Er wird dem VEB Graphische Werkstätten Berlin zugewiesen, wo er zwei Jahre fest als Drucker arbeiten muss. Meisterin Helga Reichenbach ist wenig begeistert, als ihr von ihrer Chefin der Ex-Häftling Conny zugeteilt wird. Zwar braucht sie in ihrer Gruppe einen guten Drucker, müsste jedoch den langjährigen Hilfsarbeiter ohne Fachabschluss Kalle, der bisher aushilfsweise eine eigene Druckermaschine bedient hat, zum Bogenfänger abstufen, damit der gelernte Facharbeiter Conny eine eigene Maschine erhält. Dies und ihre Vorurteile Conny gegenüber lassen sie zunächst auf einer einwöchigen Einarbeitszeit Connys bestehen. Auf seine Bitte hin wissen nur Helga und deren Chefin Katja Drechsler von seiner Vergangenheit. Conny hält sich abseits der Kollegen, die zunächst neugierig sind, ihn aber aufgrund seiner abwehrenden Haltung später zu meiden beginnen. Zu seinem Vater kann Conny nicht ziehen, weil dessen neue Frau ihn ablehnt. Dafür trifft Conny Ute wieder und beide werden erneut ein Paar. Die glücklichen gemeinsamen Tage werden gestört, als Conny Besuch von Borke erhält. Er lädt ihn ein, ihn bei Gelegenheit in seinem Stammlokal Traube zu besuchen.
Auf Arbeit kommt Conny aufgrund der ablehnenden Haltung Helgas nicht weiter. Er macht seine Arbeit gut, wird jedoch für Fehler des Hilfsarbeiters Kalle verantwortlich gemacht. Helga nutzt dies, um Connys eigentlich festgelegten Wechsel an die Maschine hinauszuzögern. Als Arbeiter Rudi Stamann eines Tages seine Brieftasche mit viel Bargeld vermisst, verdächtigt Helga sofort Conny. Sie berichtet allen Mitarbeitern, dass Conny im Gefängnis gesessen hat. Von allen Seiten bringt man ihm nun Misstrauen entgegen, obwohl Rudi sich auf Connys Seite stellt. Conny betrinkt sich in einer Bar und kommt angetrunken in seine Wohnung. Hier wartet nicht nur Ute, sondern auch deren Mutter auf ihn. Frau Lockhoff ist mit einem Arbeiter als zukünftigen Schwiegersohn nicht einverstanden, da ihrer Tochter als Akademikerin etwas Besseres zusteht. Sie fragt ihn zu seinem Hintergrund aus, bis es Conny zu viel wird. Er sagt ihr, dass er im Gefängnis war. Auf ihre Reaktion hin wirft er sie und auch Ute laut werdend aus seiner Wohnung. Am nächsten Morgen will er sich mit Ute versöhnen, doch die wirft ihm vor, ein Weichei geworden zu sein. Später bricht Ute über ihre Worte in Tränen aus und beginnt Conny zu suchen.
Auf Anweisung von Katja Drechsler muss Helga Conny ab sofort an der Druckermaschine arbeiten lassen, da Conny für diese Arbeit qualifiziert ist. Kalle ist empört und versucht die anderen Kollegen gegen Conny aufzuhetzen. Als kaum einer Interesse an dem Wechsel hat, greift Kalle Conny persönlich an und droht, ihn fertigzumachen. Conny ergreift einen Schraubenschlüssel, um zuzuschlagen, kommt jedoch zur Besinnung, als Kalle höhnt, dass es nicht das erste Mal wäre, das Conny einen Menschen umbringt. Resignierend verlässt Conny den Betrieb. Er begibt sich zu Borke, der ihm einen Job anbietet: Er soll für ihn zwei Pakete mit Schmuggelware vom Bahnhof abholen. Conny zögert zunächst, weil er keine Fahrerlaubnis hat, setzt sich dann aber doch hinter das Steuer. Ute findet ihn in dem Moment und setzt sich mit in den Wagen. Sie will mit ihm zusammenbleiben und berichtet ihm auch, dass in seinem Betrieb eine Aussprache stattgefunden hat. Alle warten auf ihn, zumal sich Rudi Stamann energisch hinter ihn gestellt hat. Conny fährt Ute zu ihrem Arbeitsplatz. Als sie gegangen ist, stürzen die Erinnerungen der letzten Tage auf ihn ein, die Demütigungen, Verdächtigungen, Beschimpfungen. Wie einst kurz nach dem Unfall denkt er auch jetzt an Selbstmord und beginnt mit dem Auto durch Berlin zu rasen. Plötzlich hält ihn ein Verkehrspolizist an. Ein Junge ist beim Überklettern eines Zaunes abgestürzt und muss eilig ins Krankenhaus gefahren werden. Conny übernimmt die Fahrt. Am Krankenhaus besinnt er sich schließlich und lässt den Wagen am Hospital zurück.

## Produktion
Entlassen auf Bewährung wurde ab 1964 unter dem Arbeitstitel Wohin gehst du, Conny? in Berlin gedreht. Zu den Drehorten gehörten unter anderem der Antonplatz, der Alexanderplatz, der S-Bahnhof Nöldnerplatz und Gebäude an der Geusenstraße. Der Film erlebte am 18. Juni 1965 seine Premiere.
Der Film gilt als eine indirekte Fortsetzung von Groschopps Die Glatzkopfbande. Conny gehörte vor seinem Gefängnisaufenthalt zu einer Motorradbande, die sich jedoch von ihm abwendet, weil sie weder betrunken fahren, noch einen Mann sterbend zurückgelassen hätten.
Die Kostüme schuf Günter Schmidt, die Bauten stammen von Alfred Tolle. Es war das Filmdebüt von Heinz Klevenow junior, dem Sohn von Heinz Klevenow und Marga Legal.

## Kritik
Die zeitgenössische Kritik nannte Entlassen auf Bewährung „einfach und schlicht […] erzählt, über weite Teile mit guten Schauspielern gediegen und perfekt ins Bild gesetzt. Ein Film, der sich sehen lassen kann“.
Für den film-dienst war der Film „handwerklich gut, wobei die Auseinandersetzung mit dem wichtigen Thema eher an der Oberfläche bleibt.“ Frank-Burkhard Habel nannte Entlassen auf Bewährung eine „interessante soziale Studie“, während er für Erika Richter ein „sympathischer bescheidener Film [war], der aber bei weitem nicht an die Brisanz und ungehobelte Leidenschaft der Glatzkopfbande herankommt.“